# فيلكي ميدار
فيلكي ميدار (بالإنجليزية: Veľký Meder)‏ هي بلدة وmunicipality of Slovakia تقع في سلوفاكيا في Dunajská Streda District.[بحاجة لمصدر] يقدر عدد سكانها بـ 8,968 نسمة .